# De Piepert
De Piepert is een buurtschap die bij het Zuid-Limburgse kerkdorp Eys in de gemeente Gulpen-Wittem hoort.
Ongeveer vijf oude huizen liggen, vrij geïsoleerd, ten westen van Eys in het Eyserbeekdal, aan de voet van de Eyserberg. Langs De Piepert stroomt de Eyserbeek. Naast het oude gedeelte liggen er ongeveer tien nieuwere huizen. De Piepert heeft circa 35 inwoners. De buurtschap is vrijwel enkel toegankelijk via één weg, de Piepertweg, die vanuit Eys komt en in de buurtschap doodloopt. Aan de noordzijde stijgt de heuvel steil op met erop het Eyserbos.
Bij de Piepert bevindt zich het waterwingebied Roodborn, met holle wegen en graven tussen de velden en weilanden. In het natuurgebied Roodborn ontspringen talrijke bronnen, die door de Waterleiding Maatschappij Limburg worden geëxploiteerd.

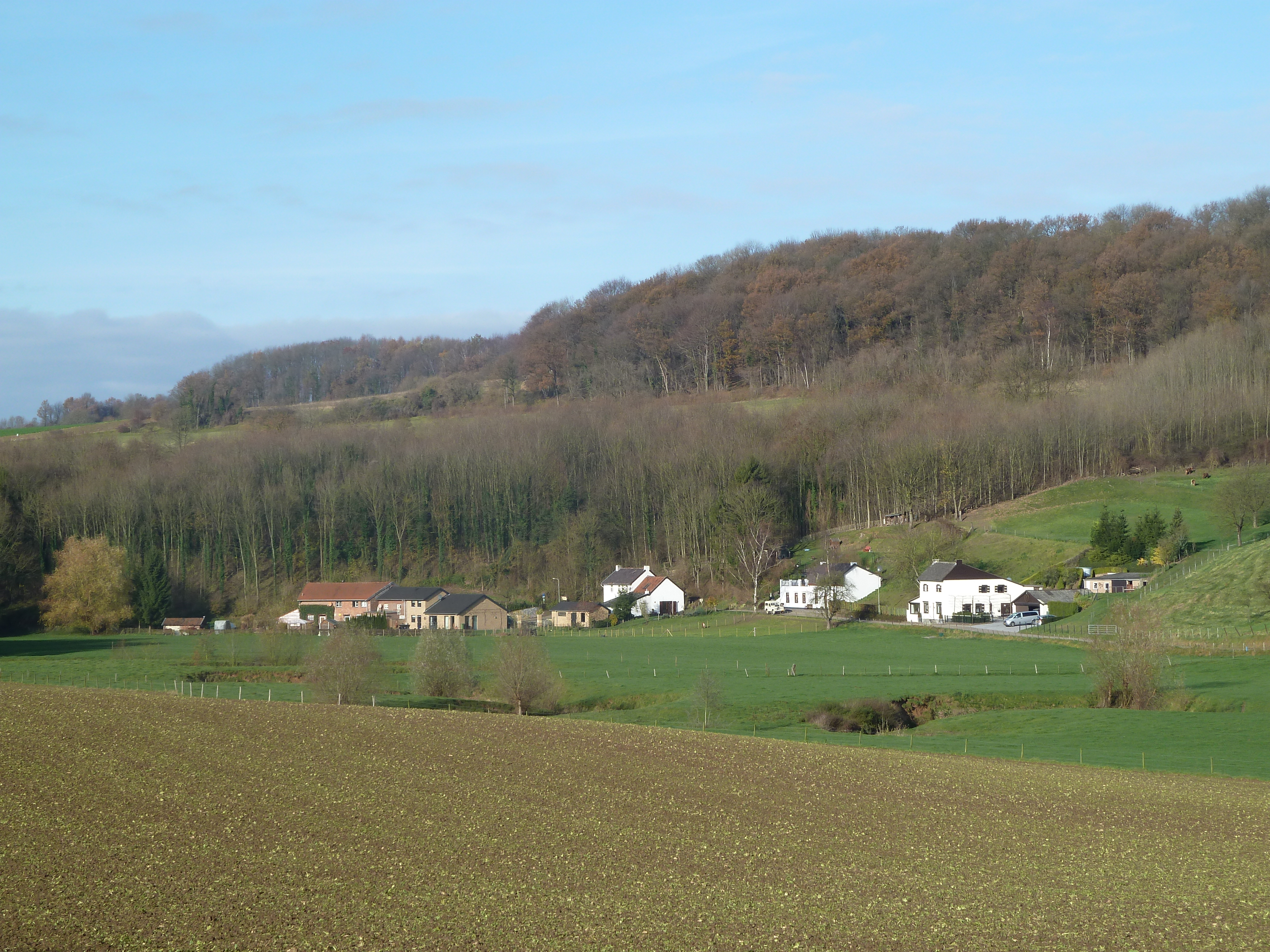
Zicht op de buurtschap vanaf de Wittemerweg
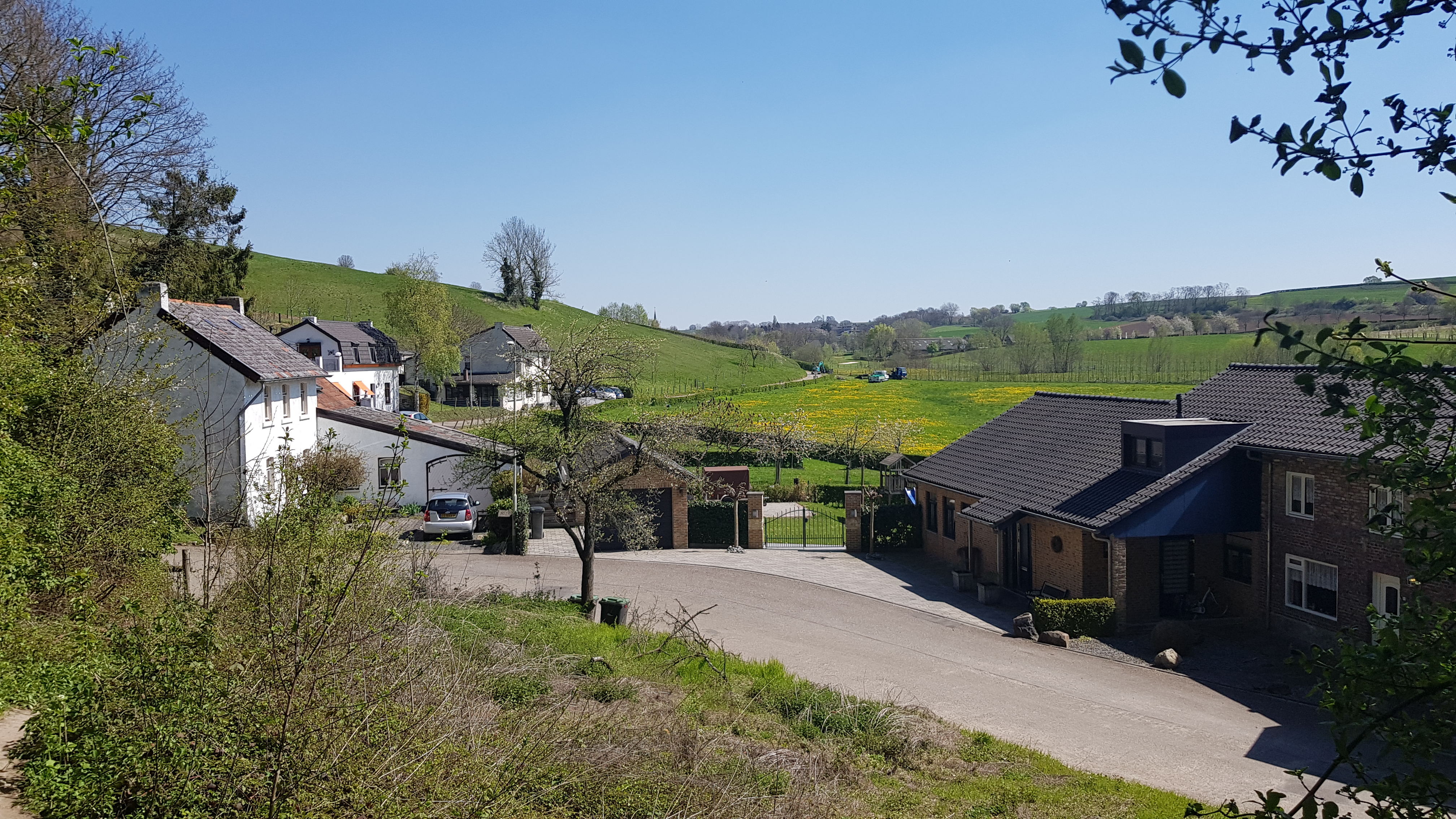
In de buurtschap

Dorpen: Epen · Eys · Gulpen · Mechelen · Nijswiller · Partij-Wittem · Reijmerstok · Slenaken · Wahlwiller · Wijlre

Gehuchten en buurtschappen: Beertsenhoven · Berghem · Berghof · Beutenaken · Billinghuizen · Bissen · Bommerig · Broek · Cartils · Crapoel · Dal · Diependal · Elkenrade · Elzet · Eperheide · Etenaken · Euverem · Eyserhalte · Eyserheide · Gracht Burggraaf · Heijenrath · Helle · Hilleshagen · Höfke · Hoogcruts · Hurpesch · De Hut · Ingber · Kapolder · Kleeberg · Klein-Kullen · Klein-Kuttingen · Kosberg · Kuttingen · Landsrade · Overeys · Overgeul · Partij · Pesaken · De Piepert · Plaat · Schilberg · Schweiberg · Sinselbeek · Stokhem · Terpoorten · Terziet · Trintelen · Waterop · Wittem

Limburg: Steden en dorpen      Nederland: Provincies · Gemeenten